# NOWZ
NOWZ (나우즈)는 큐브 엔터테인먼트 소속으로 2024년 4월 2일 대한민국 5인조 보이 그룹이다.

## 구성원
| 이름 | 소개                                                                   |
| ---- | ---------------------------------------------------------------------- |
| 현빈 | - 본명 : 김현빈 - 생년월일 : 2002년 8월 31일(22세) - 출생지 : 대한민국 |
| 윤   | - 본명 : 이윤 - 생년월일 : 2003년 8월 27일(21세) - 출생지 : 대한민국   |
| 연우 | - 본명 : 정연우 - 생년월일 : 2003년 9월 23일(21세) - 출생지 : 대한민국 |
| 진혁 | - 본명 : 장진혁 - 생년월일 : 2004년 5월 21일(21세) - 출생지 : 대한민국 |
| 시윤 | - 본명 : 김시윤 - 생년월일 : 2004년 8월 24일(20세) - 출생지 : 대한민국 |

## 음반 목록

### EP
- 2025년 7월 9일 《IGNITION》

### 싱글
- 2024년 4월 2일 《NOWADAYS》
- 2024년 8월 27일 《NOWHERE》

### 디지털 싱글
- 2024년 7월 16일 《Rainy day》
- 2024년 11월 21일 《렛츠기릿 (Let's get it)》
- 2025년 6월 17일 《자유롭게 날아 (Feat. 우기 (YUQI))》 (EP 1집 선공개곡)

## 수상 목록

### 시상식
- 2024년 코리아 그랜드 뮤직 어워즈 IS 루키상
- 2025년 한터뮤직어워즈 남자 그룹 부문 블루밍 스타상
- 2025년 2025 아시아 스타 엔터테이너 어워즈 핫 트렌드상